# Alice Garoute
Alice Garoute (1874 – 30 de outubro de 1950) foi uma sufregista haitiana e uma defensora dos direitos das mulheres no Haiti, incluindo mulheres camponesas. Em seu leito de morte, em 1950, Alice Garoute pediu que fossem colocadas flores sobre o seu túmulo no dia em que as mulheres do Haiti poderiam finalmente, votar. Ela participou na primeira reunião da Comissão Inter-Americana de Mulheres (IACW), em Havana, em fevereiro de 1930. A IACW foi encarregada de investigar o estatuto legal das mulheres na América latina e é creditada por ser a primeira organização não governamental do mundo a ser fundada com o propósito expresso de defender as questões das mulheres.